# Гутников, Борис Львович
Борис Львович Гу́тников (4 июля 1931, Витебск, БССР — 6 апреля 1986, Ленинград) ― советский скрипач. Народный артист РСФСР (1979).

## Биография
Родился 4 июля 1931 года в Витебске в еврейской семье.
Учился в ЛГК имени Н. А. Римского-Корсакова у Ю. И. Эйдлина. В марте 1943 году принял участие в концерте юных музыкантов в рамках празднования 80-летия консерватории в Ташкенте. Окончил консерваторию в 1954 году, аспирантуру в 1958 году. В 1956 году победил на Международном конкурсе скрипачей имени Й. Славика и Ф. Ондржичека в Праге, год спустя — на Конкурсе имени Лонг и Тибо в Париже. В 1962 года получил первую премию на втором Международном конкурсе имени П. И. Чайковского. С 1958 года вёл преподавательскую деятельность в ЛГК имени Н. А. Римского-Корсакова (с 1973 года ― профессор). Много гастролировал по городам СССР и за рубежом.
Гутников ― представитель петербургской-ленинградской школы скрипичной игры. Его игра отмечена красотой и выразительностью звучания инструмента, хорошей фразировкой и гармоничной сбалансированностью экспрессивности и логики исполнения. Международная пресса причисляла его к величайшим скрипачам XX века.
Б. Л. Гутников умер 6 апреля 1986 года в городе Ленинграде. Похоронен в Ленинграде на Серафимовском кладбище.

## Семья
- Жена — Эмма Аркадьевна Жохова (1937 г.), советская пианистка
- Сын — Аркадий Борисович Гутников (1969 г.), немецкий скрипач

## Звания
- заслуженный артист РСФСР (23.10.1962)
- народный артист РСФСР (01.12.1978) указ №1315